# Caerhowel Bridge
Die Caerhowel Bridge (walisisch Pont Caerhywel) ist eine Straßenbrücke über der River Severn bei dem Dorf Caerhowel in der Principal Area Powys in Wales. Sie führt die B4385 von der A483 nach Montgomery.
Die etwa 43 m lange und 7 m  breite Brücke hat heute eine Fahrbahn, die gerade für ein Fahrzeug breit genug ist, und beidseitige Gehwege. Der Gegenverkehr wird durch eine Ampel geregelt.
Sie wurde von Thomas Penson entworfen, von den Brymbo Company Iron Founders gegossen und 1858 errichtet. Ihre beiden ca. 20 m weiten Segmentbögen bestehen aus fünf gusseisernen Bogenrippen, die aus miteinander verschraubten Gussstücken bestehen und durch Querträger versteift sind. Die Zwickel sind durch Gussstücke ausgefüllt, die radiale Stützen bilden. 2003 wurde sie saniert. Dabei wurden horizontale, von außen kaum sichtbare hellgraue Stahlträger eingebaut, um sie an die heutigen Verkehrslasten anzupassen.

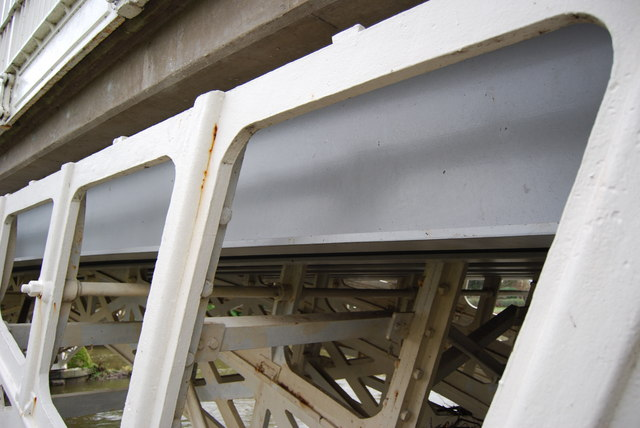
Blick auf die (hellgrauen) Stahlträger

Sie ähnelt der von Thomas Penson kurz zuvor entworfenen Llandinam Bridge (1846) und seiner Brynderwen Bridge (1852), die wiederum von der Mythe Bridge (1826) und der Holt Fleet Bridge (1828) von Thomas Telford beeinflusst wurden.